# Carex lupuliformis
Carex lupuliformis là một loài thực vật có hoa trong họ Cói. Loài này được Sartwell ex Dewey mô tả khoa học đầu tiên năm 1850.